# Panicum laetum
Panicum laetum är en gräsart som beskrevs av Carl Sigismund Kunth. Panicum laetum ingår i släktet vipphirser, och familjen gräs. Inga underarter finns listade i Catalogue of Life.